# 詹姆斯·吉利蘭
詹姆斯·吉利蘭是美國作家和幽浮學家，ECETI牧場的創始人和擁有者。

## 生平
吉利蘭早年在加州當房地產推銷員。直到經歷過一次瀕死體驗後，使他開始探索精神領域，曾一度在聖塔克魯茲經營一家冥想中心。
1986年，吉利蘭來到華盛頓州亞當斯山腳下的Trout湖，購置了那裡的一塊地，並成立名為「Enlightened Contact with Extraterrestrial Intelligence」（ECETI）的組織。如今ECETI牧場成為知名的不明飛行物和超自然現象景點，吸引了不少不明飛行物愛好者前來觀光，希望能在此目睹不明飛行物。吉利蘭自稱與來自昴宿星團以及其他星系的外星人接觸過，還宣稱亞當斯山下有外星人的基地。

## 外部連結
- 詹姆斯·吉利蘭在互联网电影资料库（IMDb）上的資料（英文）